# Girolamo Rossi (archeologo)
Girolamo Rossi (Ventimiglia, 4 novembre 1831 – Ventimiglia, 6 marzo 1914) è stato un archeologo, storico, numismatico farmacista e insegnante italiano.

## Biografia
Nel 1853 si laureò all'Università di Torino in chimica e farmacia, facendo di questi studi la sua prima professione. Infatti svolgerà il ruolo di farmacista nella sua città natale fino al 1862. Nel dicembre del 1860 diviene professore di lettere al Regio Ginnasio di Ventimiglia, ove insegnò fino al pensionamento nell'ottobre del 1900.
Si interessò agli scavi archeologici della sua città, divenendo lo scopritore del Teatro e della città romana di Albintimilium.

## Pubblicazioni
- Storia della città di  Ventimiglia, 1857
- Monete  dei  Grimaldi  principi  di  Monaco, Oneglia,  1868
- Il Principato di Seborca e la sua zecca, in Archivio storico italiano, 1871
- Cairo e le Rogazioni triduane antiche, 1898